# Église de Fårö

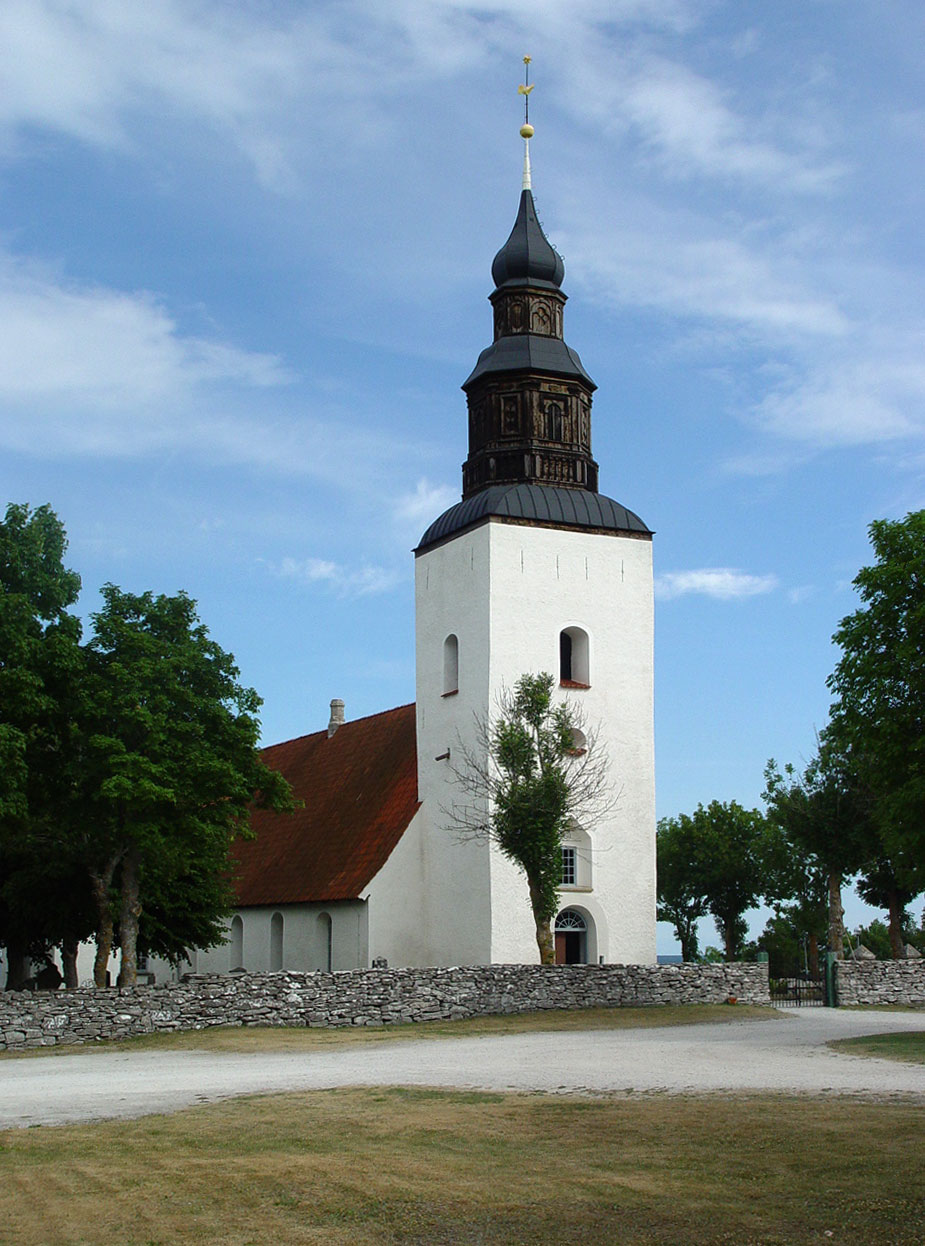
Vue extérieure de l'église.

L'église de Fårö est une église construite à l'époque médiévale sur l'île suédoise de Fårö, relevant du diocèse de Visby. Elle est dédiée au culte de l'Église suédoise. Certaines parties ont été bâties au XIVe siècle, mais l'essentiel de l'édifice remonte à des constructions des XVIIIe et XIXe siècles.

## Historique
L'église a été bâtie au Moyen-Âge, en partie au XIVe siècle. L'inauguration de l'église pourrait dater de 1324 voire avant.
L'essentiel de la nef et du clocher est d'époque médiévale, mais l'église a subi de profonds changements. Le flanc Est a été abattu au XIXe siècle, le clocher a été rabaissé et pourvu d'une flèche en 1751. En 1761, on ouvre des fenêtres sur la face nord. En 1858, une reconstruction plus en profondeur donne à l'église sa forme actuelle,, l'entrée de l'église est déplacée de la face sud pour se présenter devant le clocher. Cette église est la seule du Gotland qui a été l'objet de travaux de reconstruction si importants.
Deux rénovations ultérieures ont lieu en 1967-1968 (réseau électrique, chauffage électrique) et en 2000-2001.
Le cimetière attenant à l'église comprend la tombe d'Ingmar Bergman et de son épouse Ingrid, leur sépulture commune depuis 2007, Ingmar Bergman ayant choisi le lieu.

## Mobilier
Le mobilier de l'église est postérieur à la Réforme protestante en Suède, à l'exception des fonts baptismaux datant du XIVe siècle. Les bancs d'église et la Chaire datent de 1761, fabriqués par un menuisier de l'île, Magnus Möller. L'autel en grès a été installé à l'époque de Charles XI, ses sculptures représentent la Cène. L'orgue, initialement destiné à l'église de Väddo dans la province d'Uppland, est installé en 1875.
Deux tableaux notables sont accrochés dans l'église, des images votives datant de 1618 et 1767, en mémoire de chasseurs de phoques isolés par les glaces pendant l'hiver mais finalement sauvés. Le tableau de 1618 dépeint le château disparu de Visborg près de Visby,.

## Images

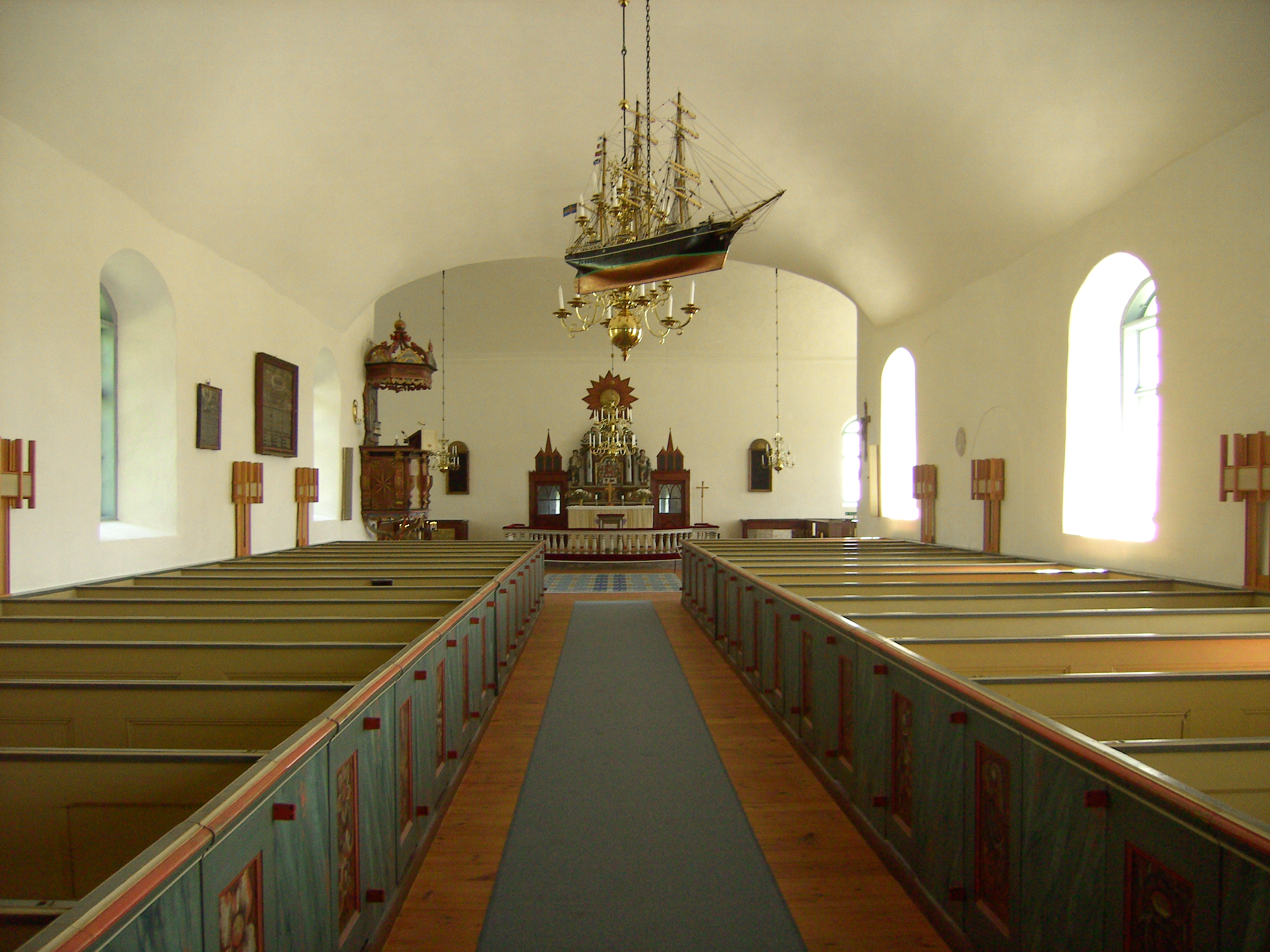
Vue intérieure vers l'autel.
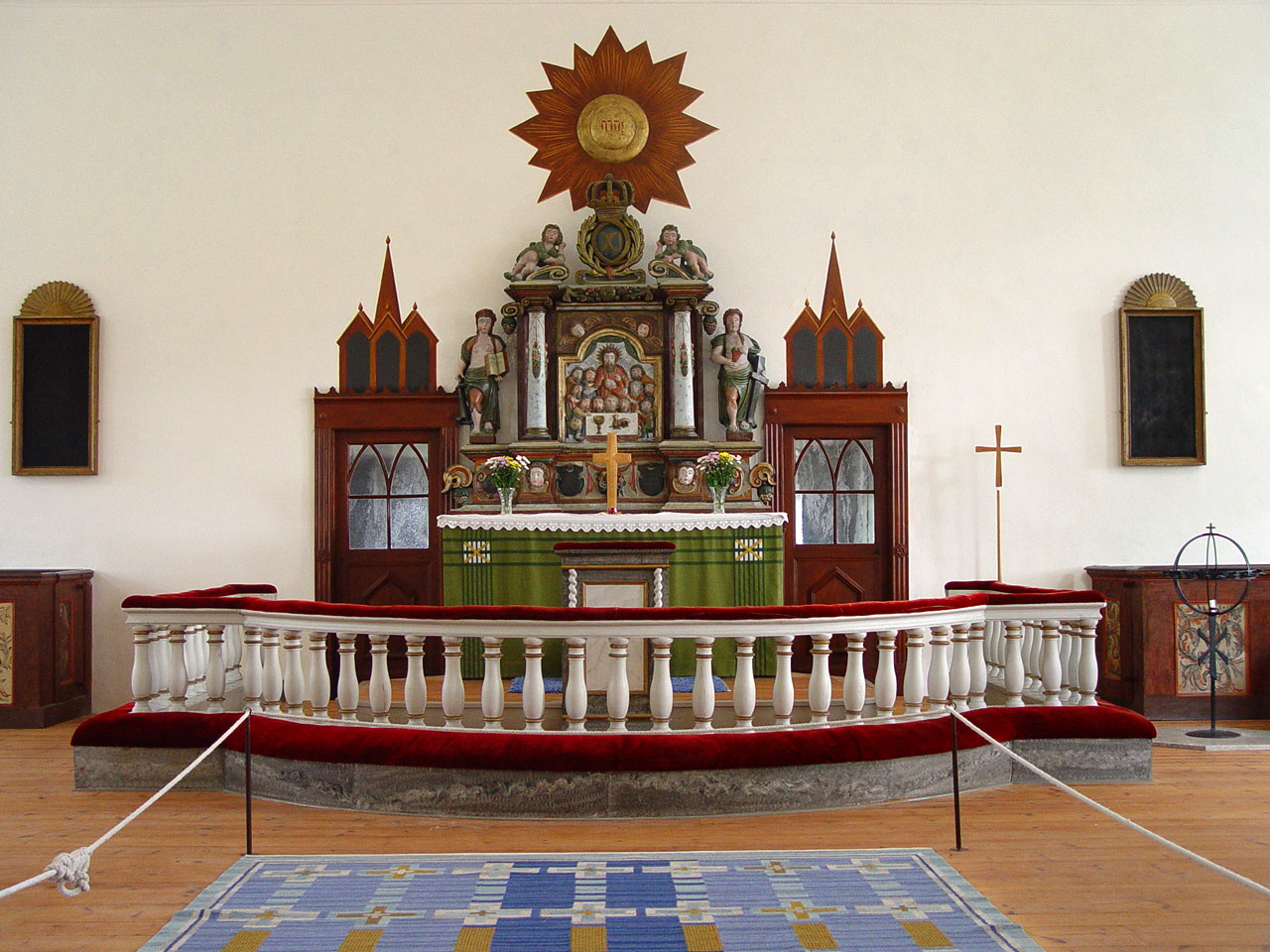
Détail de l'autel.
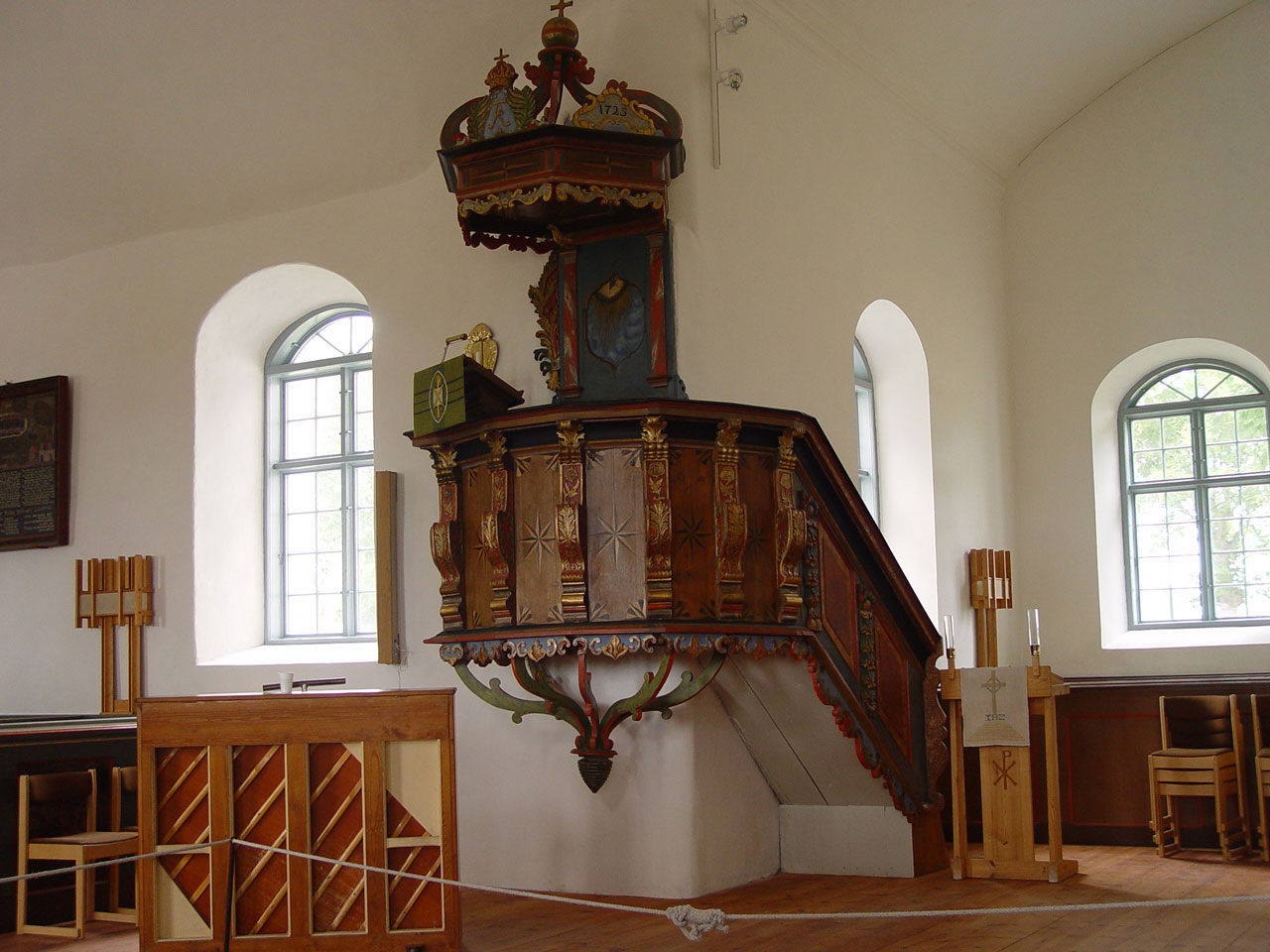
Chaire.
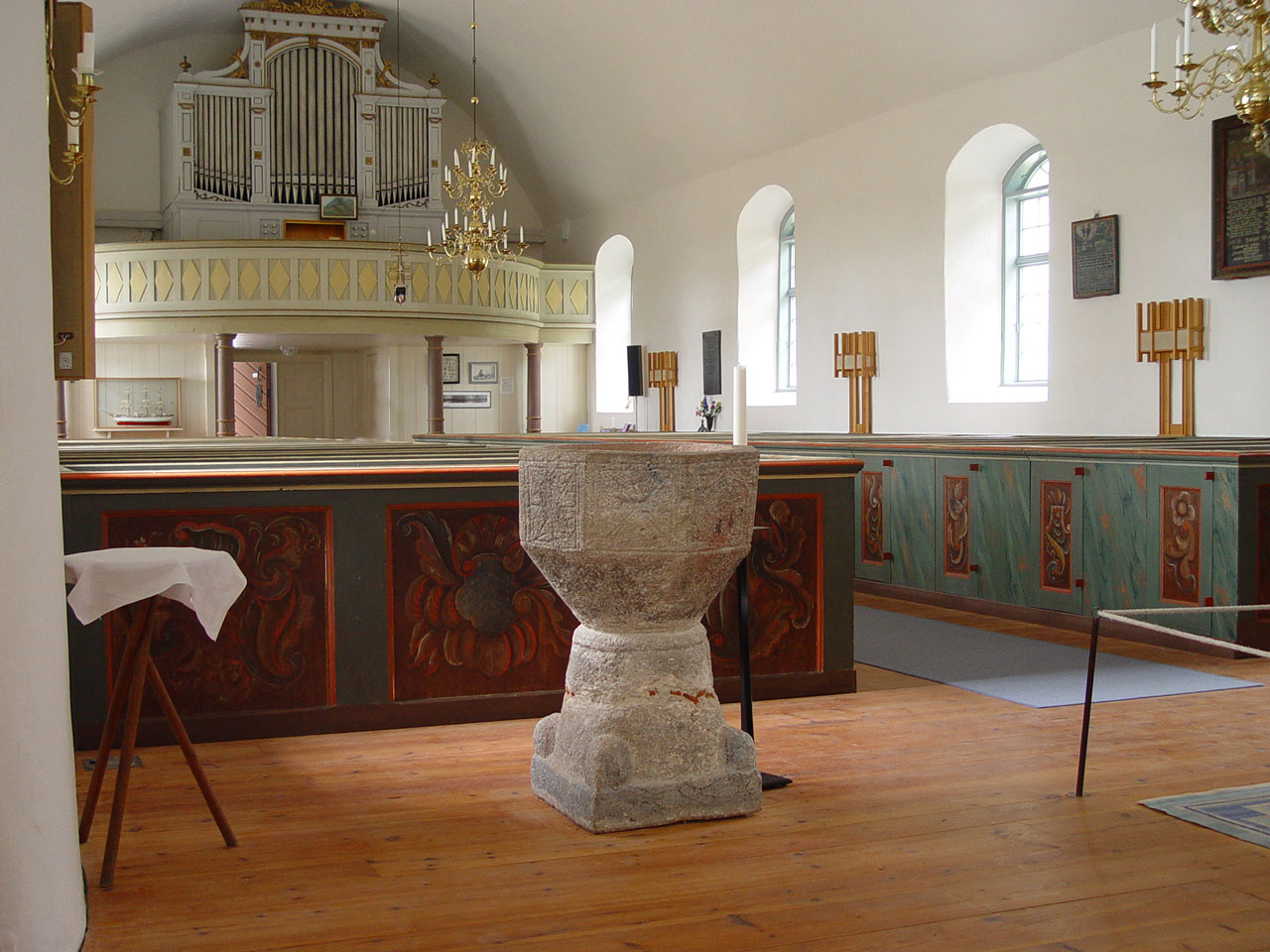
Le baptistère et l'orgue.
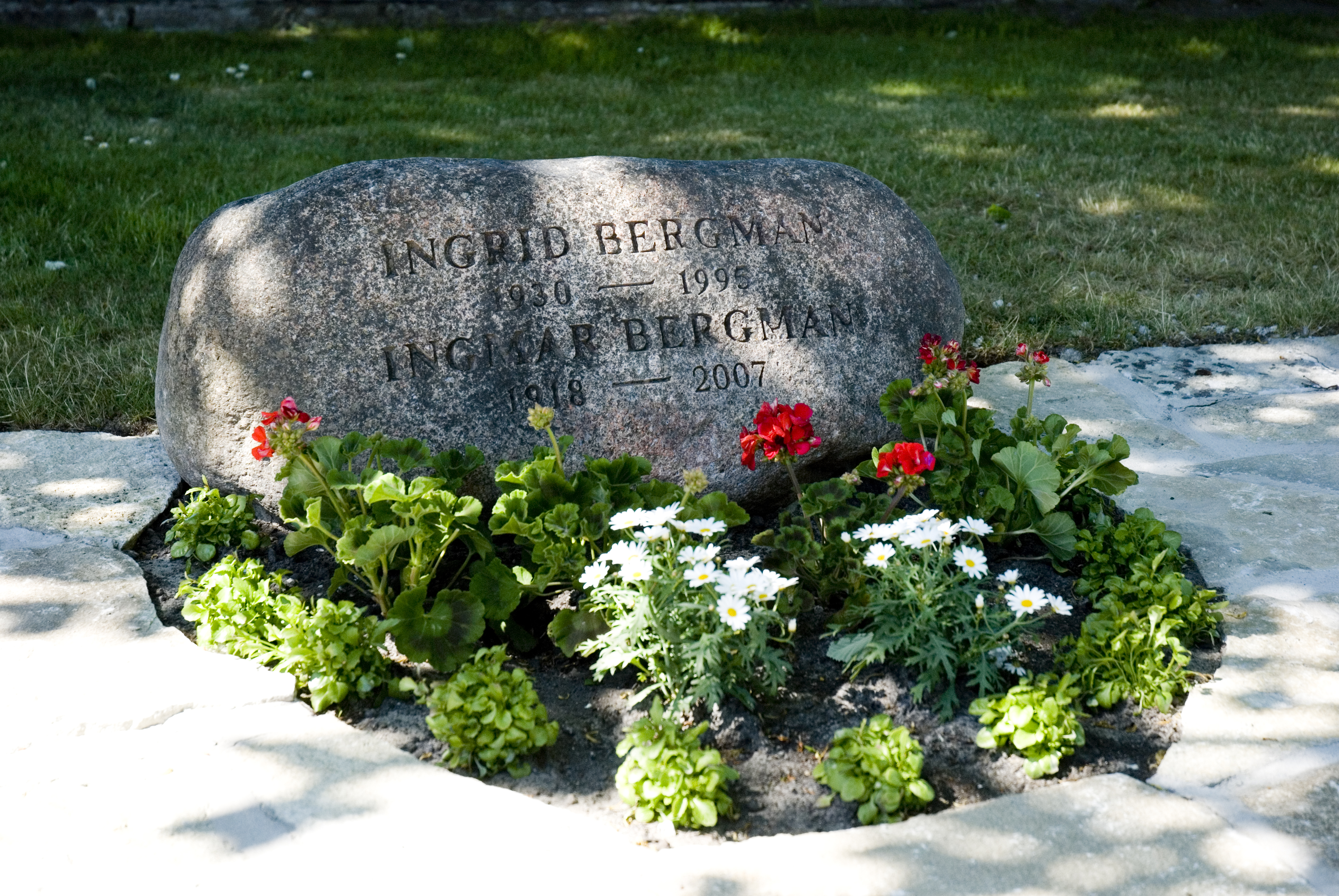
Pierre tombale d'Ingrid von Rosen Bergman et Ingmar Bergman.
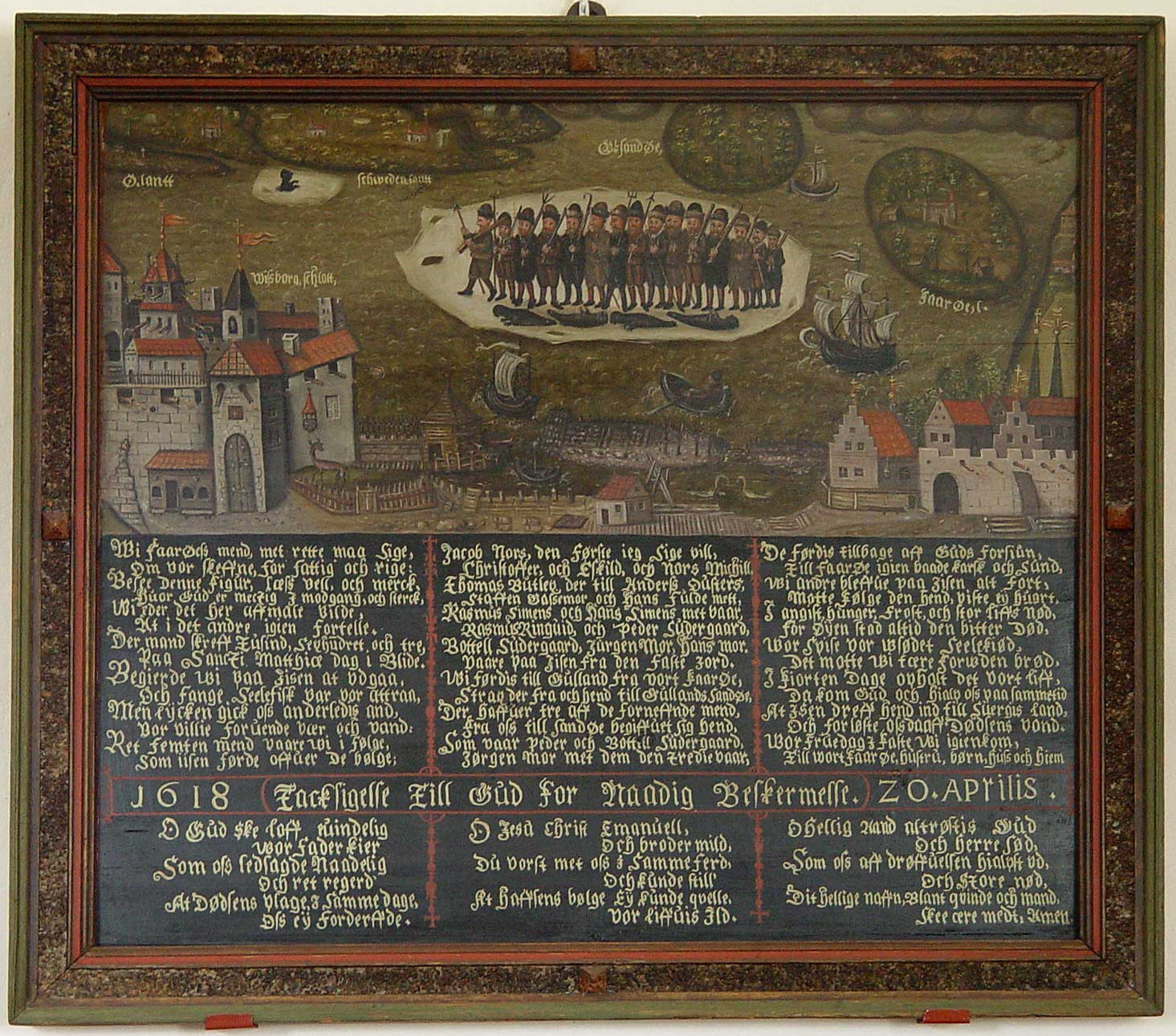
Image votive de 1618, avec le château de Visborg.
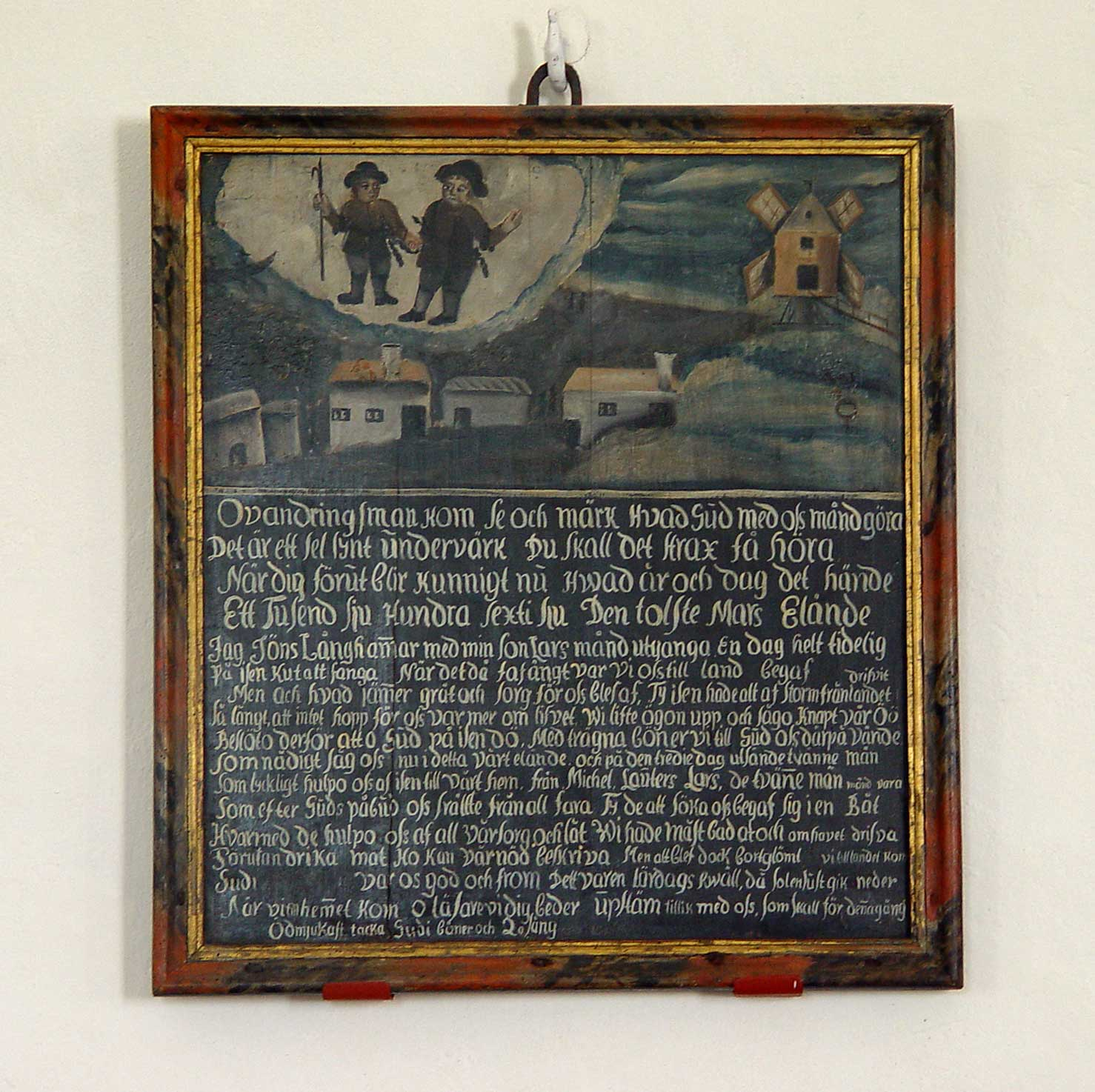
Image votive de 1767.